# 香丸恵美子
香丸恵美子（こうまる えみこ、1946年11月17日 - ）は、日本の陸上競技選手。1964年、高校在籍中に女子走幅跳の日本記録を更新し、同年の東京オリンピックに出場。走幅跳で日本選手権優勝1回、アジア大会銀メダルの成績を残したほか、100m走でも全日本実業団陸上で優勝している。
結婚後の姓は岡山。娘の岡山奈津子・岡山沙英子も走幅跳選手。沙英子は母に次いで日本選手権のタイトルを獲得した。また、妹の香丸由美子も走幅跳選手であった。

## 経歴
福岡県立三潴高等学校在学中の1964年9月13日、走幅跳で6m17を記録し、日本記録を更新した。1964年東京オリンピックに出場。
のちにリッカーミシンに所属。1966年には日本陸上競技選手権大会女子走幅跳で優勝（6m00）。1966年アジア競技大会（バンコク）（1966年アジア競技大会における陸上競技）では女子走幅跳で銀メダルを獲得。また、1968年には走幅跳で自らの有する日本記録タイ（6m17）をマークした。